# Lerbådan
Lerbådan (finska: Savipauha) är en ö i Finland.   Den ligger i landskapet Mellersta Österbotten, i den centrala delen av landet, 400 km norr om huvudstaden Helsingfors.
Terrängen på Lerbådan är mycket platt.  I omgivningarna runt Lerbådan växer i huvudsak blandskog.